# 紅嶺創投
红岭创投（英語：Hongling Capital），是中国的一家互联网金融服务公司，成立于2009年3月，旗下网站主要业务为网络借贷，是中国成交规模最大的网贷平台。

## 发展历史
2009年3月，红岭创投网站上线。 2011年4月，红岭创投完成了股份制改造，同年9月注册资金增资到5000万元。2014年计划增资至5亿元。作为国内成立最早的互联网金融服务平台之一，红岭创投目前已发展为目前中国P2P网络借贷行业公司规模最大、最具影响力的品牌之一，交易金额为中国大陆第一。
2015年7月，红岭董事长周世平入主已经被*ST的三元达，为红岭创投借壳铺路。但是因监管问题，仍然无法合并资本。经董事会审议通过，周世平当选公司三元达董事长。

## 业务模式
红岭创投的核心业务为网络借贷，又称为P2P借贷（peer-to-peer lending），类似于海外的借贷俱乐部。网络借贷的本质是以互联网媒介搭建中介平台实现借款人与投资人的直接对接，是民间借贷的互联网化。截止至2015年4月，累计成交规模突破400亿元人民币，已为投资人带来实际收益超过9亿元。
中国内地较为垄断化、政策导向的银行体制使得一方面中小企业融资困难，另一方老百姓理财无方，从而催生了互联网借贷这样的新兴行业。红岭创投在业界首先推出“本金垫付”的交易模式，即通过担保公司全额本金担保的形式来保障投资人利益。随后不断业务创新，陆续推出信用借款、担保借款、快速借款、净值借款、阳光贷等不同类型的债券产品。在近年来网站行业井喷式的发展中，新平台几乎大多照搬红岭创投本金垫付及分类借款的业务模式，一般被称为“红岭模式”。

## 行业监管
红岭创投与其他同行业平台一样，在发展的过程中遭到质疑，由于监管的缺失和较低的门槛，2012年以来，尤其是在2013年下半年，不断有类似的新平台出现挤兑、提现困难、倒闭、跑路等现象，数千投资人的累计损失超过数亿元，引起了社会、媒体和政府监管部门的高度关注。2013年12月，红岭创投在央行牵头下作为发起成员单位成立了互联网金融专业委员会，业界普遍认为是对行业进行规范和监管进行铺路。
2013年被誉为互联网金融的元年，由于阿里巴巴集团旗下支付宝在2013年6月推出了余额宝，在中国掀起了互联网金融的浪潮，从而进一步促进了网络借贷行业的发展。

## 相关
- 网络借贷
- 互联网金融

## 相关資料
1. ↑  . 凤凰网. 凤凰网.   [2015-09-07]. （原始内容存档于2016-03-07）.
2. ↑  . 东方财富网.   [2016-02-28]. （原始内容存档于2017-07-05）.
3. ↑  . 中国证券报-中证网. 2016年02月27日.   [2016-02-28]. （原始内容存档于2017-07-07）.
4. ↑  . 腾讯网.   [2016-02-28]. （原始内容存档于2017-08-26）.
5. ↑  . 和讯网.   [2015-09-07]. （原始内容存档于2016-03-04）.
6. ↑  . 新华网. 2013年12月04日.   [2016-02-28]. （原始内容存档于2013年12月5日）.